# Pustyniogwan
Pustyniogwan, legwan brązowy, legwan pustynny (Dipsosaurus dorsalis) – gatunek gada z rodziny legwanowatych (Iguanidae). Jedna z najpospolitszych jaszczurek na pustyniach: Sonora i Mojave w południowo-zachodniej części Stanów Zjednoczonych i w północno-zachodnim Meksyku. Występuje także na kilku wyspach Zatoki Kalifornijskiej.

## Taksonomia
Gatunek został po raz pierwszy opisany w 1852 na łamach „Proceedings of the Academy of Natural Sciences of Philadelphia” przez Spencera Fullertona Bairda i Charles’a Frédérica Girarda. Autorzy nadali mu nazwę Crotaphytus dorsalis, a jako miejsce typowe wskazali Colorado Desert. Dwa lata później Edward Hallowell utworzył dla tego gatunku nowy rodzaj Dipsosaurus. Nazwa rodzaju pochodzi od kombinacji dwóch greckich słów – Dipsa (δίψα) („spragniona”) i sauros (σαῦρος) („jaszczurka”). Drugi człon nazwy naukowej – dorsalis pochodzi od łacińskiego słowa dorsum, oznaczającego „plecy”, co odnosi się do rzędu powiększonych łusek na środku grzbietu jaszczurki.

## Morfologia
Pustyniogwan osiąga średnią wielkość w porównaniu z innymi przedstawicielami rodziny legwanowatych. Dorasta do 40 cm (razem z ogonem). Ubarwienie matowoszare z jasnobrązowym, siatkowanym wzorem na grzbiecie. Przy tylnych nogach, wzór zamienia się w pasy, przebiegające przez cały ogon, który jest zwykle około jeden i pół raza dłuższy niż reszta ciała. Podbrzusze jest jasne. W czasie sezonu rozrodczego u obu płci boki stają się różowawe.

## Środowisko
Preferowany habitat często pokrywa się z obszarami, na których występuje roślina Larrea tridentata – to przeważnie suche, piaszczyste obszary porośnięte zaroślami. Mogą być także znajdowane w pobliżu skalistych koryt rzecznych. W południowej części środowiska, na którym występuje, jaszczurka zamieszkuje obszary wysuszonego, podzwrotnikowego buszu oraz tropikalne lasy liściaste.
Pustyniogwany wytrzymują wysokie temperatury, dlatego wychodzą na powierzchnię, podczas gdy inne jaszczurki kryją się w norach. Często w celach obronnych wspinają się na krzewy. Nory zazwyczaj są kopane we wzgórkach piasku, który gromadzi się w pobliżu krzaków, takich jak Larrea tridentata. Mogą używać gotowych nor lisów długouchych i żółwi Gopherus agassizii.

## Pożywienie i rozród
Jaszczurki te rozmnażają się wczesną wiosną. Uważa się, że raz w roku składają od trzech do ośmiu jaj. Młode wykluwają się koło września.
Pustyniogwany są głównie zwierzętami roślinożernymi, żywią się pąkami, owocami i liśćmi wielu roślin – zarówno jednorocznych, jak i wieloletnich. Jednym z ich ulubionych pokarmów są żółte kwiaty Larrea tridentata. Czasami jedzą owady, kał (ssaków i jaszczurek) oraz padlinę.
Drapieżniki polujące na jaszczurki bądź zjadające ich jaja to: ptaki drapieżne, lisy, szczury, łasice, niektóre węże i ludzie.